# Château des Noyers (Le Tourneur)
Pour les articles homonymes, voir Château des Noyers.
Le château des Noyers est un château actuellement en ruine, situé dans l'ancienne commune du Tourneur (devenue une commune déléguée au sein de la commune nouvelle de Souleuvre en Bocage), en France. Il a la réputation d'être hanté depuis des phénomènes de type poltergeist survenus en 1875 et publiés en 1892. Il est exceptionnellement ouvert au public lors de spectacles nocturnes.

## Localisation
Le château est situé dans le département du Calvados en région Normandie, sur le territoire de la commune déléguée du Tourneur, au sein de la commune nouvelle de Souleuvre-en-Bocage.

## Description
Le bâtiment original est une grande bâtisse bourgeoise, de 20 m sur 10 m environ. La façade symétrique comportait un rez-de-chaussée avec une porte au centre et trois fenêtres de chaque côté, sept fenêtres au premier étage et trois fenêtres au deuxième étage. La fameuse « chambre verte » (nommée en raison de la couleur des murs), était située au premier étage, à gauche quand on regarde la façade de face. La maison comprenait aussi une « chambre rouge » et une « chambre bleue ».
Le bâtiment est actuellement ruiné depuis un incendie survenue en 1984. Sa façade reste quasiment intacte.

## Historique
Le bâtiment actuel date des années 1830. Auparavant, un ancien château médiéval existait environ 150 m au sud du bâtiment actuel. Après un incendie, il avait été jugé trop vétuste pour une rénovation. La famille De Baudre, propriétaire, construit un nouveau château avec une partie des pierres de l'ancien.
Le dernier membre de la famille De Baudre meurt sans descendance directe. C'est une branche proche de la famille qui en hérite en 1867. Les nouveaux propriétaires s'y installent, il s'agit de Ferdinand Lescaudey de Manneville (1837-1918), de sa femme Pauline De Cussy (1841-1933), et leur fils Maurice (1866-1895).
En 1877, épuisée par les phénomènes étranges se produisant au château, la famille revend la propriété. En 1884, elle est acquise par Mr Decaen, au profil décrit comme « énigmatique ». Le manoir reste ensuite habité jusqu'au début des années 1980.
En 1984, un incendie d'origine inconnue ravage le château. Il appartenait alors à une société civile immobilière parisienne et était inhabité quand les flammes l’ont dévoré. Il reste depuis à l'état de ruine, avec une façade quasiment intacte et moins de dégâts dans l'ancienne « chambre verte ».
Le château appartient aujourd'hui à un propriétaire privé, son accès est interdit. Il peut se visiter à l'occasion des journées européennes du patrimoine, et lors de spectacles « son et lumière. »

## Les phénomènes mystérieux de 1875-1876
Les événements mystérieux survenus dans le château entre 1875 et 1876 s'apparentent à un poltergeist, ils ont été considérés comme le plus important cas de hantise en France. Ce statut est dû aux phénomènes étranges, variés et de longue durée, mais surtout aux nombreux récits et attestations qui ont été produits par les multiples témoins des événements. Le propriétaire des lieux, Ferdinand de Manneville, en particulier a tenu un journal complet des phénomènes ; ce fut aussi le cas de la cuisinière de la demeure. Plusieurs résidents ainsi que des invités (notamment des ecclésiastiques) ont attesté par écrit de la réalité des phénomènes. Et surtout, un compte-rendu détaillé en est publié dans en 1892-1893 dans les Annales des sciences psychiques, puis repris comme cas d'école par de nombreux chercheurs en phénomènes paranormaux, notamment Ernest Bozzano ou encore Camille Flammarion qui en fait le cas le plus significatif de son ouvrage sur Les Maisons hantées (1923).
Le château était depuis longtemps l'objet de rumeurs populaires, inconnues des nouveaux propriétaires. La famille de Manneville observe les premières manifestations étranges en octobre 1867, peu après son installation, mais elles s'estompent pendant 8 ans avant de reprendre le 12 octobre 1875 dans la chambre du précepteur par un déplacement de son fauteuil. Les événements vont ensuite prendre une ampleur inédite. Cherchant à mieux comprendre ce qui se passe, Ferdinand de Manneville commence alors un journal qu'il remplit tous les matins après les événements de la nuit précédente. La maisonnée se compose de 8 personnes : Mr et Mme de Manneville et leur fils Maurice, l'abbé précepteur du fils, un cocher, un jardinier, une femme de chambre et une cuisinière. Initialement convaincu qu'il est victime de malveillance, le propriétaire achète des chiens de garde et organise avec sa domesticité des rondes de surveillance et des pièges qui se révèlent inutiles. Dès que les bruits se manifestent, il rassemble tout le monde autour de lui pour être sûr que le responsable n'est pas parmi eux. Il note en particulier : « Lorsque les bruits se produisaient pendant que la terre était couverte de neige, il n'y  avait aucune trace de pas autour du château. J'ai tendu secrètement des fils à toutes les ouvertures : ils n'ont jamais été brisés. » Les phénomènes les plus intenses se concentraient dans la « chambre verte » qui reste encore aujourd'hui la pièce où continuerait de se produire des manifestations étranges.
La liste des manifestations est très variée et montera en intensité au fil du temps, même s'il existe des jours plus calmes : 
- Déplacements de meubles et d'objets, fauteuils empêchant les porte de s'ouvrir, fenêtres fermées qui s'ouvrent, clés qui frappent, portes verrouillée qui s'ouvrent, assiettes brisées... Un jour, tous les livres (une centaine, sauf trois sur l'écriture sainte) de l'abbé se retrouvent par terre en éventail, disparition de croix bénites, cartons d'affaires renversés, etc.
- Bruits de coups frappés parfois très violents, bruits de pas — tantôt lents et lourds, tantôt courant, parfois suivant les personnes. Bruits de boulet roulant sur le sol, de mur qui s'écroule, imitations de pas d'animaux, beuglements de taureau, voix imitant celles des habitants du château, cris d'allure humaine ou non, sanglots et cris de femme, bruits très divers souvent sans matérialité constatée, etc.
- Un officier voulut dormir dans la fameuse chambre verte. Un bruit de robe le réveilla dans la nuit et il sentit qu'on tirait son couvre-lit. Il fit feu au jugé de son revolver, mais les balles n'atteignirent que le mur en face.
- le 25 janvier 1876, pendant que le curé lisait son bréviaire devant la cheminée et par temps parfaitement clair, « une grande masse d'eau tombe par la cheminée sur le feu qu'elle éteint et fait voler la cendre ; Mr le curé est aveuglé, il en a la figure couverte[12]. » Le malheureux prêtre signera une attestation outrée de cette attaque peu banale.
- Fin janvier, les phénomènes augmentent encore, la maison est parfois tout entière comme secouée violemment.

Ferdinand de Manneville demande à plusieurs connaissances de venir au château s'assurer de la réalité des phénomènes. Se relaient alors plusieurs ecclésiastiques de la région, des amis, un fermier, un médecin... Le compte-rendu publié présentera 6 lettres de personnes différentes témoignant de la réalité des événements.
Un révérend prêtre est envoyé par le diocèse le 5 janvier 1876. Le calme se fait alors durant la dizaine de jours que dure le séjour du religieux. Une cérémonie est pratiquée le 15 janvier 1876, avant le départ du prêtre le surlendemain. Les phénomènes reprennent alors immédiatement. le 29 janvier, les propriétaires font dirent une neuvaine de messes à Lourdes et le révérend prêtre revient pratiquer un exorcisme. Les phénomènes cessent alors pendant plusieurs mois mais reprennent en août et surtout septembre 1876. Il est à noter que le précepteur du jeune Maurice change en février 1876, le nouveau comme l'ancien attestera de la persistance des manifestations. De nouveaux phénomènes ont alors lieu : les médailles bénites réapparaissent un jour en tombant du plafond dans la chambre de Mme de Manneville, un orgue se met à jouer tout seul, des serrures se déverrouillent, des meubles sont déplacés formant en cercle, etc.
De guerre lasse, les Manneville finissent par déménager et vendre la demeure en 1877.
La cuisinière, Célina Desbissons, tiendra elle aussi un journal retraçant les phénomènes, qui est actuellement conservé par son descendant Didier Duchemin, actuel maire de la commune (en 2020).

## Médiatisation
- L'émission de télévision canadienne « Spirit Investigations » a effectué un reportage sur place les 20 et 27 octobre 2012[1].